# Jacky Vidot
Jacky Vidot (* 1. August 1964 in Saint-Denis, Réunion) ist ein ehemaliger französischer Fußballspieler.

## Spielerkarriere
Vidot wuchs im französischen Überseegebiet Réunion auf und lernte dort das Fußballspielen. Wie es sein älterer Bruder Noël Vidot einige Jahre zuvor getan hatte, verließ er 1983 seine Heimat und ging ins französische Mutterland, um das Fußballausbildungszentrum INF Vichy zu durchlaufen. Dabei machte er die Scouts des Zweitligisten EA Guingamp auf sich aufmerksam und konnte bei dem Verein 1984 einen Profivertrag unterschreiben. Der Trainer Raymond Kéruzoré setzte auf den jungen Spieler und machte ihn direkt nach seiner Ankunft zum Stammspieler in der Verteidigung. Bereits im zweiten Jahr seiner Laufbahn verpasste Vidot keine einzige Partie; darüber hinaus erreichte die Mannschaft in beiden Jahren gute Tabellenplätze und näherte sich einem möglichen Aufstieg an.
Als Kéruzoré den Verein 1986 verließ, folgte für Guingamp eine schwierige Zeit mit mehreren Trainerwechseln. Dies hatte zum einen zur Folge, dass die Mannschaft nicht an die guten Leistungen anknüpfen konnte, während Vidot persönlich zeitweise seinen festen Platz einbüßte. Für die Saison 1987/88 war er nicht nur festgesetzt, sondern bekam im Alter von 23 Jahren auch das Amt des Mannschaftskapitäns anvertraut. Die darauffolgenden Spielzeiten waren vom Abstiegskampf geprägt, wobei Vidot seinem Klub trotz allem die Treue hielt. In der Saison 1991/92 gelang der Befreiungsschlag, zu dem der Profi mit vier Toren seine beste Saisonausbeute beitrug und mit dem Team in die Nähe der Aufstiegsränge rückte. Im nachfolgenden Jahr fand sich die Mannschaft auf dem dreizehnten Rang wieder, der aufgrund der Zusammenlegung der bislang zweigleisigen zweiten Liga zu einer Gruppe den Abstieg bedeutete. Im selben Jahr gab der damals 28-Jährige Vidot nach sechs Jahren als Kapitän und neun Jahren insgesamt sowie 272 Zweitligapartien mit sechs Toren für Guingamp das Ende seiner Laufbahn bekannt; der Sprung in die höchste französische Spielklasse war ihm nie gelungen.

## Leben nach der Karriere
Direkt im Anschluss an die Beendigung seiner aktiven Laufbahn kehrte der Ex-Profi nach Réunion zurück, um dort einen Amateurverein zu trainieren. Ein Jahr darauf zog es ihn wieder nach Frankreich, um die Verantwortung bei einem unterklassigen Klub aus Saint-Brieuc zu übernehmen. 1999 gab er den Trainerberuf auf und arbeitete fortan als Krankenhausangestellter. Sein 1991 geborener Sohn Junior Vidot bemühte sich beim FC Lorient um den Beginn einer Fußballerlaufbahn, schaffte aber nicht den Sprung in die Profimannschaft.